# Clathrus bicolumnatus
Espèce
Synonymes
- Linderia bicolumnata (Lloyd) G. Cunn. 1931
- Linderiella bicolumnata (Lloyd) G. Cunn. 1942
- Laternea columnata var. bicolumnata (Lloyd) Rick. 1961

Clathrus bicolumnatus, ou  Clathre à deux colonnes est une espèce de champignons basidiomycètes de la famille des Phallaceae ou Clathraceae. Il est nommé localement champignon pince de crabe (カニノツメ)

## Description
- Sporophore : œufs semi-hypogés, sphériques au début, vite ovoïdes à coniques, 1-2(3) cm de diamètre, souvent appointis au sommet et munis d'arêtes saillantes, comme ceux des Mutinus et Lysurus; base munie d'une radicelle mycélienne blanche; à la coupe, la gléba centrale est encadrée par les deux stipes déjà colorés de rouge orangé (couleur d'écrevisse ou de crabe cuit qui renforce la pertinence du nom japonais). Le voile général se déchire sous la poussée des deux colonnes du pseudo-stipe, rouge pâle à jaune orangé, divergeant à mi-hauteur, effilées au sommet où elles se courbent en arche, comme retenues et collées par la gléba[1].

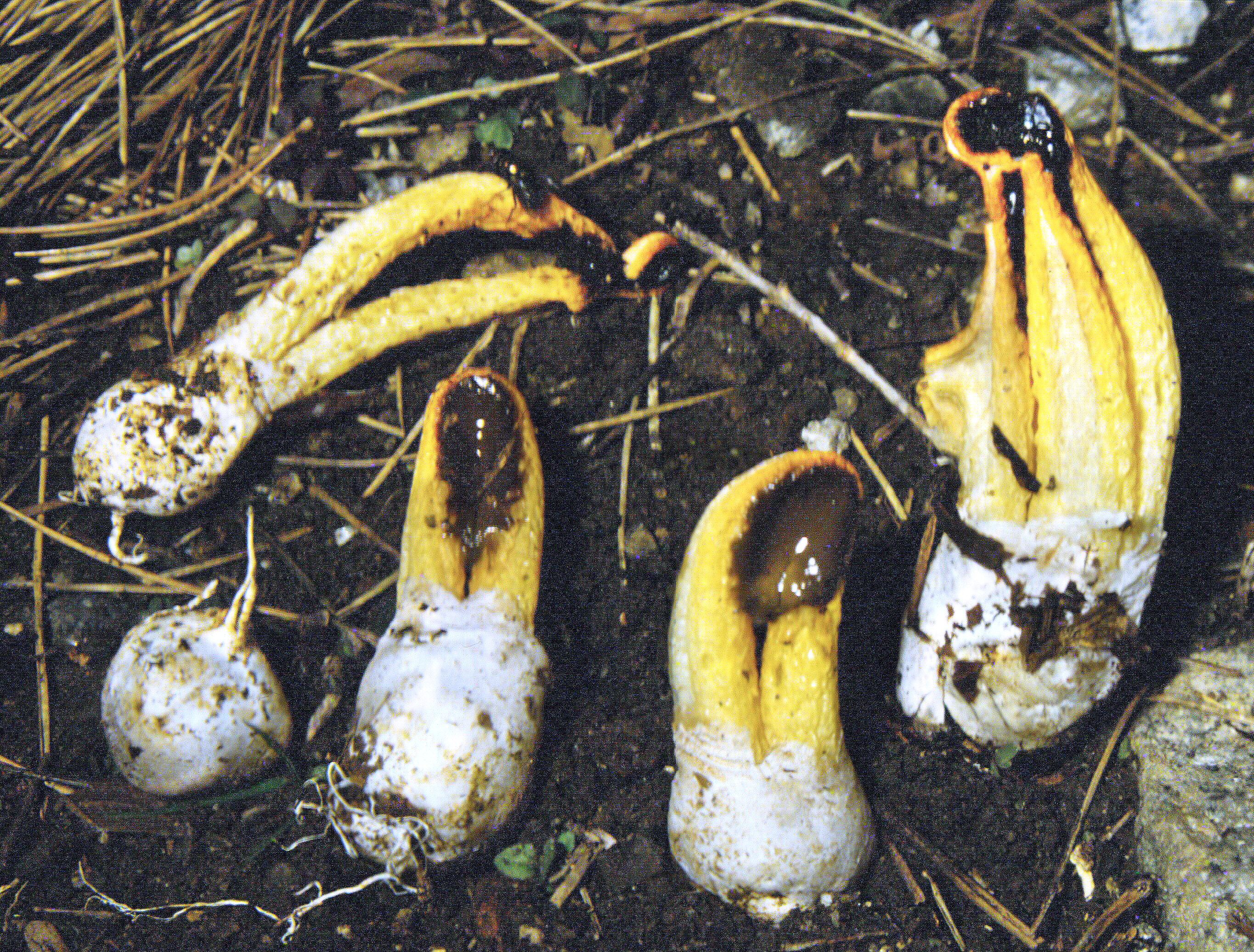
Clathrus bicolumnatus au stade d’œuf et 4 adultes en forme de pince de crabe

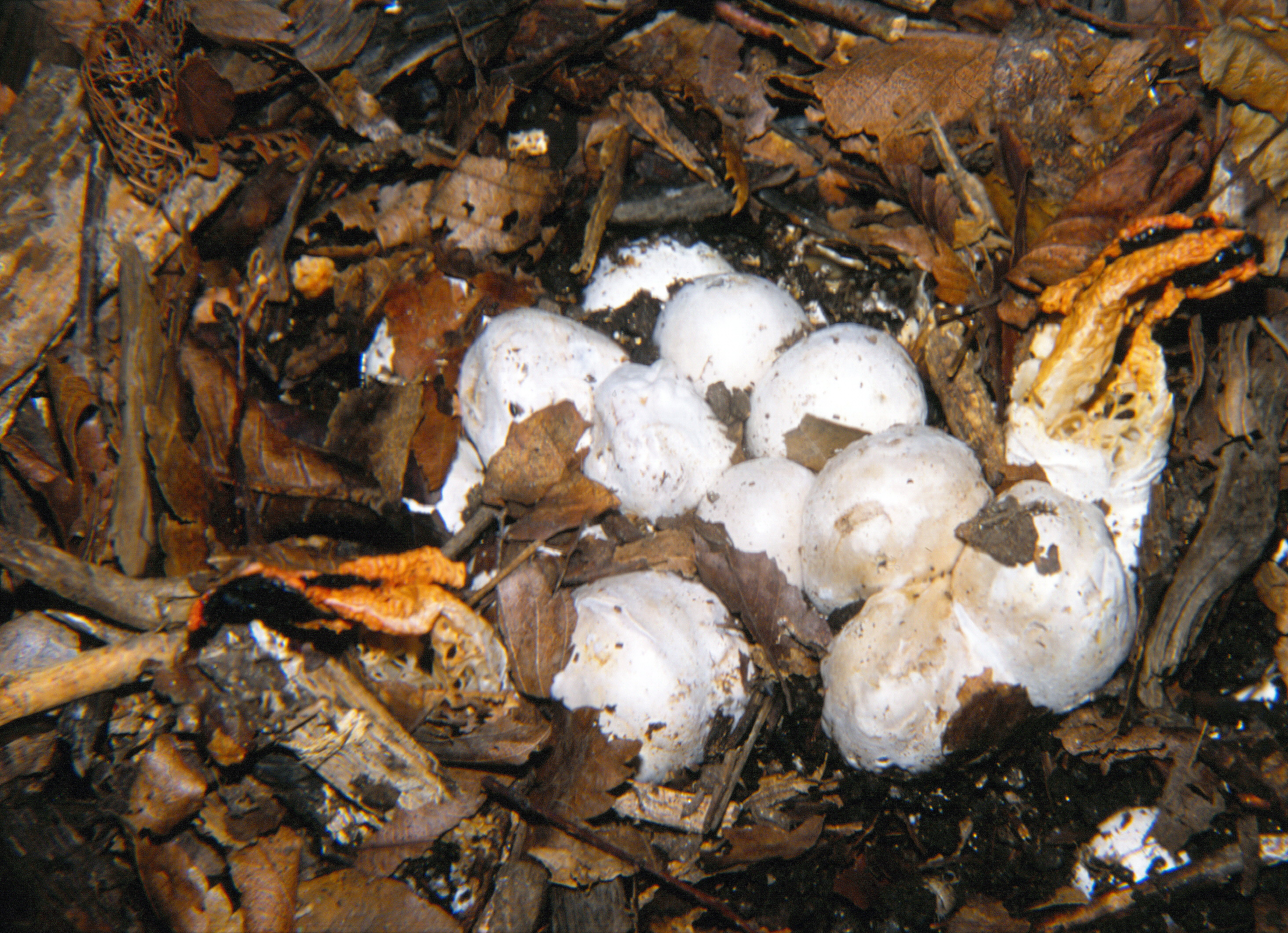
Clathrus bicolumnatus 9 au stade d’œuf et 1 adulte

- Gleba abondante, brun verdâtre sombre à noire, logée sous l'arche formée par le cintrage des deux colonnes réunies au sommet, à odeur fétide, pestilentielle[2].

- Pseudo-Stipe : formé de deux tiges séparées parallèles (inde nomen "bi-columna"), 5-7 cm de hauteur, 0,5-1 cm d'épaisseur, rouge pâle à jaune orangé, parfois blanc dans le tiers inférieur.

- Spores : incolores, ellipsoïdes, 3,5-5 x 1,5-2 µm.

- Odeur désagréable.

- Ecologie: espèce saprophyte venant volontiers en troupe, en automne, dans les plantations urbaines (jardins, Parcs), sous les arbres ornementaux, dans les bois clairs, sur sol riche en humus organique, ou amendé d'écorces etc. Longtemps considéré endémique au Japon, puis signalé en Chine et en Amérique du Nord. Introduit récemment à Hawaï où il semble suivre les résidences secondaires des Japonais[1].

- Comestibilité sans intérêt[3]

- Références bibliographiques : IH1 896[1]  ; IOH p. 515 [2] ;  Kinoko Field Book p. 277[3].

- Commentaires : L'observation d'une station riche en espèces de gastéromycètes, se déplaçant d'année en année de quelques mètres seulement, semble montrer que Clathrus bicolumnatus, nouveau venu sur la station, jusqu'ici occupée par Lysurus mokusin et Phallus rugulosus. Depuis, les Lysurus sont absents (substitution par concurrence ?) et les Phallus rugulosus semblent plus luxuriants (de plus grande taille, et plus souvent intacts) que les années précédentes.

Il n'est pas facile de distinguer les œufs des espèces in situ mais les œufs de Phallus rugulosus sont plus sphériques et d'une blancheur vite salie de gris brunâtre. Ceux de Clathrus bicolumnatus sont plus apointis-ovoïdes (peut-être dû à la croissance des doubles stipes réunis en pointe au sommet à l'intérieur de l’œuf ?). À la coupe cependant la différence est très nette d'un genre à l'autre. Chez bicolumnatus, la gléba centrale est encadrée par les deux stipes déjà colorés de rouge orangé (couleur d'écrevisse ou de crabe cuit). Quant à Phallus rugulosus, comme tous les Phallus, le pied est encore blanc, central, entouré par la gléba.

## Taxinomie
L'espèce a été publiée pour la première fois en 1908 sous le basionyme de Laternea bicolumnata Kusano in Lloyd, Mycological writings, 2, mycological notes n° 31, p. 405, fig. 242 . Puis placée dans le genre Clathrus par Saccardo et Trotter en 1912.